# Centromerus unctus
Centromerus unctus là một loài nhện trong họ Linyphiidae.
Loài này thuộc chi Centromerus. Centromerus unctus được Ludwig Carl Christian Koch miêu tả năm 1870.